# Червона Рута-1989
Перший фестиваль «Червона Рута» — фестиваль, який відбувся 17-24 вересня 1989 року на стадіоні «Буковина» у м. Чернівцях.

## Виникнення ідеї
27 грудня 1987 року у газеті «Молодь України» з'явилася стаття Івана Лепші «То є чистая вода…». У ній журналіст аналізував той факт, що окремих авторів пісень, які з часом навіть стають народними, поблажливо називають аматорами. І зауважив, що саме так трапилося з Володимиром Івасюком. Його називали аматором, бо він не був членом Спілки композиторів СРСР. Далі Іван Лепша вніс пропозицію проводити щорічний конкурс-фестиваль «Червона рута», на якому звучали б у виконанні професійних ВІА та солістів естради нові твори як композиторів-професіоналів, так і композиторів-аматорів. За задумом Івана Лепші у рамках конкурсу-фестивалю «Червона рута», присвяченому Володимиру Івасюку, могла б відбуватися творча співпраця професіоналів з аматорами.
Після публікації цієї статті до редакції газети «Молодь України» почало надходити багато листів, у котрих люди палко підтримували таку ідею. Ідею створення фестивалю, присвяченого видатному буковинцеві, підтримали багато відомих митців — Станіслав Тельнюк, Дмитро Гнатюк, Василь Зінкевич, Дмитро Павличко, Ніна Матвієнко.
Згодом цю ідею своїм конкретним рішенням підтримав і легалізував ЦК ЛКСМУ.
У 1988 році музиканти Тарас Мельник, Кирило Стеценко, Анатолій Калениченко та поет Іван Малкович розробили концепцію фестивалю.
На першому фестивалі «Червона рута» у Чернівцях Іван Лепша був почесним гостем.

### Протиріччя
З самого початку було дві точки зору на те, де проводити фестиваль.
У газеті «Родослав» в одній зі статей Іван Лепша писав: «Квітка червона рута росте й розцвітає лише у певному природному середовищі: перенеси її з гірської кручі у степ — і вона згине. Запоріжжя те підтвердило (йдеться про «Червону руту–2» — авт.). Місто могло спричинити загибель ніжної квітки. Ні, "Червона рута" має постійно прописатися у Чернівцях, у краї, що виколисав талант Володимира Івасюка, чия незбагненна пісня дала ім'я цьому всеукраїнському явищу». Проте пізніше він змінив свою точку зору: «Так, я багато писав про те, що "Червона рута" має проводитися на Буковині. Але коли мені пояснили, що фестиваль переслідує і культурно-просвітницькі мотиви, то я й погодився, що він має відбуватися і у найбільш зрусифікованих містах України…».
Автор сценарію чернівецького фестивалю «Червона рута-1989» поетеса Софія Майданська погоджується, що свого часу вона й сама висловлювалася за те, щоб фестиваль відбувався у різних містах України. Але наразі вважає, що насправді чернівецьку «Руту» не повторити ніколи.
Михайло Івасюк, батько Володимира Івасюка вважає, що народжений у Чернівцях фестиваль потрібно і виплекати у Чернівцях, створити міцну традицію і звідси показувати його світові. Пересувний характер фестивалю може принести шкоду, оскільки для утвердження мистецького явища потрібна статичність. Практика світових фестивалів свідчить, що люди оберігають подібні пісенні змагання від розосередження.
Оксана Івасюк, сестра Володимира Івасюка, у 2002 році зауважувала: «Я, звичайно, за те, щоб "Червона рута" проходила у Чернівцях. Що дивує у фестивалі, так це його непослідовність. Адже на сьогодні залишилася лише назва "Червона рута" — єдине, що пов'язує фестиваль з Івасюком…»

## Підготовка та організація
Значну роль в організації фестивалю зіграло «СП Кобза (Україна-Канада)». У квітні 1989 року, Головний директор «Кобзи» — Олег Репецький пропонував організовувати фестиваль разом з Міністерством культури та комсомолом. Однак ні комсомол, ні Міністерство культури не змогли знайти коштів для оплати звукового обладнання для фестивалю. Комітет з підготовки фестивалю очолив працівник фірми СП Кобза Тарас Мельник.
Головним режисером фестивалю був Сергій Проскурня. Режисером-постановником, одним зі співорганізаторів першого Всеукраїнського фестивалю "Червона рута» був Сергій Архипчук.

## Лауреати
По закінченню фестивалю було вручено наступні премії і призи..
ГРАН-ПРІ фестивалю
- Василь Жданкін (Кременець, Тернопільська обл.)

Інші премії і призи
- ПІСНІ-ЛАУРЕАТИ: «Пролетіло літо» – Сертри Тельнюк, «Я буду жити» – Олексій Грицишин, «Мольба» – Віталій Свирид
- Премія глядацьких симпатій (2): Андрій Миколайчук (Умань), Клавдія-Еліса Полотнянка (Буенос-Айрес, Аргентина)
- Премія – Оксана Савчук (м. Чернівці), за краще виконання пісні В. Івасюка «Червона рута»
- Приз – Вікторія Врадій / «Сестричка Віка» (м. Львів), за підтримку українського слова в рок-музиці
- Приз «Кришталеве яблуко» – Віктор Морозов (м. Львів), за виконання пісні про чернівецьких дітей

### ПОПУЛЯРНА МУЗИКА
- I премія (0): не присуджено
- II премія (3): Тарас Курчик (Дрогобич), Андрій Миколайчук (Умань), Гурт "Млин" (Львів)
- III премія (3): Павло Дворський (Чернівці), Гурт "Мальви" і Інеса Братущик (Львів), Гурт «Заграва» (Коломия)

Дипломанти: Галина і Леся Тельнюк, Олександр Гаркавий (Луцьк), Марина Музика-Беджанова (Оренбург), Віталий Свирид (Київ), Олексій Грицишин (Кривий Ріг), Гурт «Аванс» (Запоріжжя), Гурт «Край» (Рахів, Закарпатська область), Гурт «Еней» (Смига, Рівненська область)

### АКУСТИЧНА МУЗИКА
- I премія (2): Едуард Драч (Черкаси), Віктор Морозов (Львів)
- II премія (2): Андрій Панчишин (Львів), Марія Бурмака (Харків)
- III премія (0): не присуджено

Дипломанти:  Тарас Чубай (Львів), Володимир Давидов (Світловодськ, Кіровоградська область), Олег Покальчук (Луцьк), Іван Сітарський (Львівська область), Леся Улична та Леся Горова (Львів), Ігор Кравчук (Чернівці), Володимир Кіндратишин (Івано-Франківськ), Андрій Чернюк (Київ), Станіслав Щербатих (Івано-Франківськ), Іван Козаченко (Київ), Кость Павляк (Черкаси), Василь Чинч (ЧССР), Олесь Доля (Львів), Гурт «Рутенія» (Київ)

### РОК-МУЗИКА
- I премія (1): Сестричка Віка (Львів)
- II премія (2): Гурт Кому Вниз (Київ), Гурт Брати Гадюкіни (Львів)
- III премія (2): Олександр Тищенко (Гурт «Зимовий сад», Київ), Гурт «Незаймана земля» (Н. з., Рівне)

Дипломанти: Гурт ВВ (Київ), Гурт «Гуцули» (Косів), Гурт Євгенія Масловича (Донецьк), Гурт «Кафедра зеленої музики» (Дніпропетровськ), Гурт «Перон» (Київ), Гурт «Рок-ціп-клуня-бенд» (Кодра), Юрій Товстоган (Київ)